# Riccardo Orsolini
Riccardo Orsolini (Ascoli Piceno, Provincia de Ascoli Piceno, 24 de enero de 1997) es un futbolista italiano. Juega de delantero y su equipo es el Bologna F. C. 1909 de la Serie A de Italia.

## Biografía
Es primo del también futbolista Michele De Panicis, juega en Grottammare Calcio 1899.

## Selección nacional
Ha sido internacional con la selección de fútbol de Italia en las categorías sub-20 y sub-21. Debutó el 6 de octubre de 2016, en un encuentro ante la selección sub-20 de Polonia que finalizó con marcador de 3-0 a favor de los italianos. El 18 de noviembre de 2019 debutó con la absoluta anotando uno de los goles de la victoria italiana por 9-1 ante Armenia en partido de clasificación para la Eurocopa 2020.

### Participaciones en Copas del Mundo
| Mundial                     | Sede          | Resultado     |
| --------------------------- | ------------- | ------------- |
| Copa Mundial Sub-20 de 2017 | Corea del Sur | Tercer puesto |

## Estadísticas

### Clubes
Actualizado al último partido disputado el 24 de mayo de 2025.
| Club                        | Div.          | Temporada     | Liga  | Liga  | Liga   | Copas nacionales | Copas nacionales | Copas nacionales | Copas internacionales | Copas internacionales | Copas internacionales | Total | Total | Total  |
| Club                        | Div.          | Temporada     | Part. | Goles | Asist. | Part.            | Goles            | Asist.           | Part.                 | Goles                 | Asist.                | Part. | Goles | Asist. |
| --------------------------- | ------------- | ------------- | ----- | ----- | ------ | ---------------- | ---------------- | ---------------- | --------------------- | --------------------- | --------------------- | ----- | ----- | ------ |
| Ascoli F. C. · Italia       | 3.ª           | 2014-15       | 1     | 0     | 0      | 0                | 0                | 0                | —                     | —                     | —                     | 1     | 0     | 0      |
| Ascoli F. C. · Italia       | 2.ª           | 2015-16       | 9     | 0     | 0      | 0                | 0                | 0                | —                     | —                     | —                     | 9     | 0     | 0      |
| Ascoli F. C. · Italia       | 2.ª           | 2016-17       | 41    | 8     | 4      | 1                | 0                | 0                | —                     | —                     | —                     | 42    | 8     | 4      |
| Ascoli F. C. · Italia       | Total club    | Total club    | 51    | 8     | 4      | 1                | 0                | 0                | 0                     | 0                     | 0                     | 52    | 8     | 4      |
| Atalanta B. C. · Italia     | 1.ª           | 2017-18       | 8     | 0     | 0      | 1                | 0                | 0                | 1                     | 0                     | 1                     | 10    | 0     | 1      |
| Atalanta B. C. · Italia     | Total club    | Total club    | 8     | 0     | 0      | 1                | 0                | 0                | 1                     | 0                     | 1                     | 10    | 0     | 1      |
| Bologna F. C. 1909 · Italia | 1.ª           | 2017-18       | 8     | 0     | 0      | —                | —                | —                | —                     | —                     | —                     | 8     | 0     | 0      |
| Bologna F. C. 1909 · Italia | 1.ª           | 2018-19       | 35    | 8     | 5      | 2                | 2                | 1                | —                     | —                     | —                     | 37    | 10    | 6      |
| Bologna F. C. 1909 · Italia | 1.ª           | 2019-20       | 37    | 8     | 6      | 2                | 1                | 0                | —                     | —                     | —                     | 39    | 9     | 6      |
| Bologna F. C. 1909 · Italia | 1.ª           | 2020-21       | 34    | 7     | 3      | 2                | 2                | 0                | —                     | —                     | —                     | 36    | 9     | 3      |
| Bologna F. C. 1909 · Italia | 1.ª           | 2021-22       | 29    | 6     | 3      | 1                | 1                | 0                | —                     | —                     | —                     | 30    | 7     | 3      |
| Bologna F. C. 1909 · Italia | 1.ª           | 2022-23       | 32    | 11    | 4      | 2                | 0                | 0                | —                     | —                     | —                     | 34    | 11    | 4      |
| Bologna F. C. 1909 · Italia | 1.ª           | 2023-24       | 33    | 10    | 2      | 1                | 0                | 0                | —                     | —                     | —                     | 34    | 10    | 2      |
| Bologna F. C. 1909 · Italia | 1.ª           | 2024-25       | 30    | 15    | 6      | 4                | 2                | 0                | 6                     | 0                     | 0                     | 40    | 17    | 6      |
| Bologna F. C. 1909 · Italia | Total club    | Total club    | 238   | 65    | 29     | 14               | 8                | 1                | 6                     | 0                     | 0                     | 259   | 73    | 30     |
| Total carrera               | Total carrera | Total carrera | 297   | 73    | 33     | 16               | 8                | 1                | 7                     | 0                     | 1                     | 320   | 81    | 35     |

## Palmarés

### Títulos nacionales
| Título      | Club               | País   | Año  |
| ----------- | ------------------ | ------ | ---- |
| Copa Italia | Bologna F. C. 1909 | Italia | 2025 |

### Distinciones individuales
| Distinción                            | Año  |
| ------------------------------------- | ---- |
| Bota de Oro de la Copa Mundial Sub-20 | 2017 |